# Alexis Toth
San Alexis Toth o Alexis de Wilkes-Barre ( 18 de marzo de 1853, Kobylnice - 7 de mayo de 1909, Wilkes-Barre, Pensilvania) fue un sacerdote de la Iglesia ortodoxa rusa de origen rusino que, encargado de la Iglesia en el Medio Oeste de los Estados Unidos (en su origen católico bizantino,) fue el responsable de la conversión de aproximadamente 20.000 católicos a la Iglesia Ortodoxa Rusa, lo que contribuyó al crecimiento de la Ortodoxia oriental en los Estados Unidos, y al eventual establecimiento de la Iglesia Ortodoxa en América. Fue canonizado por la Iglesia Ortodoxa en 1994.

## Biografía

### Primeros años
Alexis Georgievich Toth, cuyos padres fueron George y Cecilia Toth (o Tovt), nació el 14 de marzo de 1853 en Kobylnice (Svidník), cerca de Prešov, en el condado de Zepes de Eslovaquia (entonces parte del Imperio austríaco) durante el reinado de Francisco José I. Después de haber completado su educación primaria, asistió a un seminario católico durante un año, seguido de tres años en otro católico griego y sumado a un tiempo adicional en la Universidad de Praga, donde se graduó con una licenciatura en Teología. 
Toth se casó con Rosalie Mihaluk el 18 de abril de 1878, y fue ordenado al sacerdocio en 1878 por el obispo Nicholas Toth, el obispo católico griego de Prešov. Tras la muerte de su esposa y su hijo unos años más tarde, sirvió en las parroquias locales, como canciller de la diócesis, y como profesor y director del seminario griego católico de Prešov. En 1889, el obispo de Alexis recibió una petición de la Iglesia católica bizantina rutena en los Estados Unidos, pidiendo que Toth fuera enviado como sacerdote. Llegó el 15 de noviembre de 1889, y el 27 de ese mes fue la celebración de servicios a la Iglesia Católica Griega de Santa María en Minneapolis, Minnesota. Al encontrar la iglesia apenas amueblada y profundamente adeudada, se dedicó a corregir la situación, conduciendo a la parroquia a la estabilidad fiscal, sin recibir nunca salario alguno por su labor. 

### El conflicto con el obispo John Ireland
Como católico de rito oriental, Toth honró la costumbre de rendir visita al obispo de rito latino de su área, ya que no había ningún obispo de rito oriental prestando servicio en Estados Unidos en aquel momento. El ordinario de la Arquidiócesis de Saint Paul y Mineápolis era John Ireland, que había estado tratando de "americanizar" a los inmigrantes católicos extranjeros, y era hostil a las parroquias étnicas como la que servía Toth.
Al hablar de su reunión, Toth afirmó más tarde que el obispo Ireland se enojó y arrojó las credenciales de los sacerdotes de Toth sobre mesa, mientras protestaba ardientemente por su presencia en la ciudad. Toth informó que Ireland, según sus propias palabras, no lo consideraba a él ni a su obispo como verdaderos católicos, argumento en clara contradicción con la Unión de Úzhgorod y los decretos papales en sentido contrario. Toth informó que la conversación subió de tono a medida que avanzaba, y ambos perdieron los estribos. Ireland se negó a dar permiso a Toth para servir como sacerdote en Minneapolis, y, además, ordenó a sus parroquias y sacerdotes que no tuvieran nada que ver con el sacerdote ruteno-católico o con sus feligreses. Aunque Toth envió cartas a su obispo en Eslovaquia, detallando su experiencia y solicitando instrucciones específicas, nunca recibió una respuesta. 
Toth llegó a creer que lo mejor era que él y otros sacerdotes católicos de rito oriental de América del Norte regresaran a Europa, y que sus feligreses se integraran en las congregaciones católicas en sus respectivas ciudades.

### Conversión a la Iglesia Ortodoxa
Al no haber escuchado nada de su propio obispo, él y otros sacerdotes de rito oriental católico que habían compartido experiencias similares comenzaron a buscar una solución a su dilema. En diciembre de 1890, se pusieron en contacto con el cónsul ruso en San Francisco, California, pidiéndole que les pusiera en contacto con un obispo ortodoxo ruso. La correspondencia y las reuniones personales siguientes con el obispo Vladímir Sokolovsky de San Francisco culminaron con la decisión de Toth de entrar formalmente en la Iglesia Ortodoxa Rusa en marzo de 1892. Toth fue acompañado por 361 feligreses católicos de rito oriental; miles más lo seguirían en los años a venir, debido a sus esfuerzos para evangelizarlos en este movimiento.
Después de su conversión a la ortodoxia, el Padre Alexis Toth predicó incansablemente su nueva fe a otros católicos de Rito Oriental en América del Norte. Esto, combinado con otras demandas de los obispos latinos contra las parroquias de rito oriental, facilitaría la conversión de más de 20.000 católicos bizantinos a la ortodoxia rusa en el momento en que Padre Toth murió en 1909. La Iglesia Ortodoxa en América ha afirmado que en 1916 la Iglesia Católica Latina había perdido 163 parroquias de rito oriental, con más de 100.000 fieles, a favor de la diócesis misionera rusa.

### Muerte y canonización

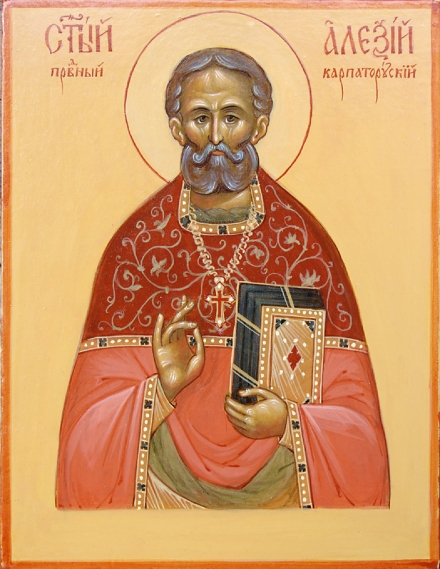
Ícono de San Alexis of Wilkes-Barre, 2012

El nuevo Padre Alexis Toth fue elevado al rango de arcipreste, continuando con sus esfuerzos para convertir a los Católicos Orientales eslavos de América del Norte a la Iglesia Ortodoxa. 
Murió el 7 de mayo de 1909, y fue honrado con un altar especial en el Monasterio de San Tikhon en South Canaan, Pensilvania. El 29 de mayo de 1994, Toth fue canonizado, como San Alexis de Wilkes-Barre de la Iglesia Ortodoxa en América.